# موسوعة الكواكب غير الشمسية
موسوعة كواكب خارج المجموعة الشمسية (بالإنجليزية: Extrasolar Planets Encyclopaedia)‏ هو موقع ويب فلكي، تأسس في باريس، فرنسا في مرصد ميودون من قبل جان شنايدر في فبراير 1995,

يحتفظ بقاعدة بيانات كواكب خارج المجموعة الشمسية المعروفة والمرشحة في صفحات فردية لكل كوكب وقائمة فهرس كاملة في جدول بيانات إلكتروني يضم الفهرس الرئيسي قواعد بيانات جميع الكواكب خارج المجموعة الشمسية المؤكدة والتي لم يتم تأكيدها والمكتشفة حديثا .
في صفحاتة، يتم سرد الكواكب جنبا إلى جنب مع خصائصها الأساسية مثل سنة الاكتشاف، الكتلة، دائرة نصف القطر، الفترةالمدارية , نصف المحور الرئيسي ،الانحراف المداري , زاوية ميلان، والبعد الزاوي (الحضيضي).ووقت أقرب نقطة للكوكب من النجم (periastron)، ووقت الانحراف الاقصى، ووقت العبور، بما في ذلك جميع اخطاء نطاق القيم .
وتحتوي صفحات بيانات الكوكب الفردية أيضا بيانات حول النجم الأم مثل الاسم، المسافة بالفرسخ الفلكي القدر ونوع الطيف، درجة الحرارة الفعالة، الكتلة، نصف القطر، العمر، المطلع المستقيم، والميل , . حتى عندما تكون معروفة، لا يتم سرد كل من هذه الأرقام في الفهرس المجدول، وتبقى كثير من قيم الكواكب التقديرية مفقودة والتي وببساطة تتطلب تطبيق قانون كبلر الثالث للحركة يتم تركها فارغة وأكثر القيم الغائبة على جميع الصفحات هي ضياء النجم.

## وصلات خارجية
- exoplanet.eu -الموقع الرسمي